# پارادوکس آرایشگاه
پارادوکس آرایشگاه در مقاله‌ای سه صفحه‌ای از لوئیس کارول با نام «یک پارادوکس منطقی»، در جولای ۱۸۹۴ در مجله‌ی مایند منتشر شد. نام این مقاله برگرفته از داستان کوتاه «اورنامنتال» است، که کارول از آن برای توضیح‌دادن این پارادوکس در مقاله‌اش استفاده می‌‌کند. این پارادوکس به شکل‌های مختلفی در برخی از نوشته‌ها و قبلی وی وجود داشت که همیشه در مورد یک آرایشگاه نبود.  

## پارادوکس
داستان اینگونه آغاز می‌شود که عمو جو و عمو جیم در حال رفتن به آرایشگاه هستند. آن‌ها می‌دانند که سه آرایشگر در آرایشگاه زندگی و کار می‌کنند؛ آلن، براون و کارل. ممکن است تعدادی یا همه‌ی آن‌ها در مغازه باشند. دو داده‌ی اطلاعاتی در دسترس داریم که از آن‌ها نتیجه‌گیری می‌کنیم. اول اینکه، مغازه قطعاً باز است، بنابراین حداقل یکی از آرایشگران باید در آن حضور داشته باشد. دوم اینکه می‌دانیم آلن شخصی استرسی است، یعنی هرگز مغازه را ترک نمی‌کند مگر این که براون همراه او برود.
حالا عمو جیم می‌داند که کارل آرایشگر بسیار خوبی است و می‌خواهد مطمئن شود که آیا کارل آنجا خواهد بود تا او را اصلاح کند یا نه. عمو جو اصرار دارد که کارل قطعاً در آرایشگاه هست و ادعا می‌کند که می‌تواند این را به طور منطقی ثابت کند. عمو جیم از او مدرک می‌خواهد.
عمو جو استدلال خود را اینگونه بیان می‌کند:
تصور کنید که کارل در آرایشگاه نیست. در ادامه نشان می‌دهم که این فرض دچار تناقض است. اگر کارل بیرون باشد، پس می‌دانیم که: «اگر آلن بیرون باشد پس براون داخل است»، زیرا کسی باید مراقب مغازه باشد. با اینحال این را هم می‌دانیم که «هرگاه آلن بیرون باشد براون نیز بیرون است». دو گزاره‌ای که به آن رسیده‌ایم، ناسازگارند. زیرا اگر آلن بیرون باشد، براون نمی‌توان هم داخل (بنابر گزاره‌ی اول) و هم بیرون (بنابر گزاره‌ی دوم) باشد. در اینجا تناقضی وجود دارد. پس ما باید این فرض را که کارل بیرون است، رها کنیم و نتیجه بگیریم که او داخل است.
پاسخ عمو جیم این است که این نتیجه‌گیری قطعی نیست. نتیجه‌گیری درست از ناسازگاری این دو فرض این است که باید با فرض این که کارل بیرون است، گزاره‌ی مفروض (این که آلن بیرون است)، اشتباه در نظر گرفته شود. در ادامه منطق حکم می‌کند که نتیجه بگیریم «اگر کارل بیرون باشد، پس حتماً آلن داخل است».

## ساده سازی

### نشانه گذاری
هنگام خواندن نسخه‌ی اصلی، توجه به نکات زیر می‌تواند مفید باشد:
- آنچه کارول آن را «فرضی» می‌نامد، منطق‌دانان مدرن آن را «شرط‌های منطقی» می‌نامند.
- عمو جو اثبات خود را با استفاده از reductio ad absurdum به پایان می‌رساند که به معنای «اثبات با تناقض» است.
- آنچه کارول آن را پروتاسیس شرطی می نامد، اکنون به عنوان مقدم شناخته می شود، و به همین ترتیب آپودوزیس اکنون نتیجه نامیده می شود.

از نمادها می توان برای ساده کردن جملات منطقی مانند موارد ذاتی این داستان استفاده کرد:
| اپراتور (نام) | محاوره ای     |            | نمادین |       |
| ------------- | ------------- | ---------- | ------ | ----- |
| نفی           | نه            | نه X       | ¬      | ¬X    |
| پیوستگی       | و             | X و Y      | ∧      | X ∧ Y |
| تفکیک         | یا            | X یا Y     | ∨      | X ∨ Y |
| مشروط         | اگر . . . سپس | اگر X پس Y | ⇒      | X ⇒ Y |

توجه: X ⇒ Y (همچنین به عنوان "تلویحات" شناخته می شود) را می توان به روش های مختلفی در انگلیسی خواند، از "X برای Y کافی است" تا "Y از X دنبال می شود ". (همچنین به جدول نمادهای ریاضی مراجعه کنید. )

### بیان مجدد
برای کمک به بیان ساده‌تر داستان کارول، گزاره‌های اتمی زیر را در نظر می‌گیریم:
- الف = آلن در مغازه است
- B = قهوه ای در است
- C = Carr در است

بنابراین، برای مثال (¬A ∧ B) نشان دهنده "آلن بیرون است و براون داخل است"
عمو جیم دو اصل ما را به ما می دهد:
1. در حال حاضر حداقل یک آرایشگر در مغازه وجود دارد (A ∨ B ∨ C)
2. آلن هرگز بدون براون مغازه را ترک نمی کند (¬A ⇒ ¬B)

عمو جو اساساً استدلال می کند که (¬A ⇒ B) و (¬A ⇒ ¬B) متناقض هستند و می گوید که یک مقدمه یکسان نمی تواند منجر به دو نتیجه متفاوت شود.
این تضاد ادعا شده محور "اثبات" جو است. کارول این نتیجه شهود را به‌عنوان یک پارادوکس ارائه می‌کند، به این امید که ابهام معاصر حل شود.

## بحث
در نظریه منطق مدرن، این سناریو یک پارادوکس نیست. قانون استلزام آنچه را که عمو جو ادعا می کند فرضیات ناسازگاری هستند را با هم تطبیق می دهد. این قانون بیان می کند که "اگر X پس Y" از نظر منطقی با "X نادرست است یا Y درست است" یکسان است (¬X ∨ Y). به عنوان مثال، با توجه به عبارت "اگر دکمه را فشار دهید، چراغ روشن می شود"، در هر لحظه باید درست باشد که یا دکمه را فشار نداده اید یا چراغ روشن است.
به طور خلاصه، آنچه به دست می‌آید این نیست که ¬C یک تناقض ایجاد می‌کند، فقط این است که A را ضروری می‌کند، زیرا ¬A چیزی است که در واقع تضاد را ایجاد می‌کند.
در این سناریو، این بدان معناست که کارل لازم نیست وارد شود، اما اگر او داخل نباشد، آلن باید وارد شود.

### ساده سازی به اصل 1
اعمال قانون دلالت در شرایط متخلف نشان می دهد که به جای اینکه با یکدیگر در تضاد باشند، این واقعیت را تکرار می کنند که از آنجایی که مغازه باز است یکی یا چند نفر از آلن، براون یا کارل در آن حضور دارند و دیگری محدودیت بسیار کمی در مورد اینکه چه کسی می تواند یا نمی تواند ایجاد کند. در مغازه باشد
برای مشاهده این، اجازه دهید به نتیجه بزرگ "متضاد" جیم حمله کنیم، عمدتاً با استفاده مکرر از قانون دلالت. ابتدا اجازه دهید یکی از دو شرط توهین آمیز را تجزیه کنیم:
| "اگر آلن بیرون است، پس براون بیرون است" "آلن داخل است یا براون بیرون است" | (¬A ⇒ ¬B) (A ∨ ¬B) |  |

| "اگر کارل بیرون است، پس اگر آلن هم بیرون است، براون وارد می شود و اگر آلن بیرون است، براون بیرون می رود." | ¬C ⇒ ( (¬A ⇒ B) ∧ (¬A ⇒ ¬B) ) |  |

که با استفاده مداوم از قانون دلالت، نتیجه می دهد،
| "اگر کارل بیرون است، پس اگر آلن هم بیرون باشد، براون داخل است و یا آلن داخل است یا براون بیرون است." "اگر کارل خارج است، پس هر دوی اینها درست است: آلن در است یا براون در است و آلن در است یا براون خارج است." "Carr در OR است یا هر دوی اینها درست است: آلن در است یا براون در است و آلن در است یا براون خارج است." | ¬C ⇒ ( (¬A ⇒ B) ∧ (A ∨ ¬B) ) ¬C ⇒ ( (A ∨ B) ∧ (A ∨ ¬B) ) C ∨ ( (A ∨ B) ∧ (A ∨ ¬B) ) |  |

- - توجه داشته باشید که : C ∨ ( (A ∨ B) ∧ (A ∨ ¬B) ) را می توان به C ∨ A ساده کرد
  - از آنجایی که ( (A ∨ B) ∧ (A ∨ ¬B) ) به سادگی A است

و در نهایت، (در سمت راست روی پرانتز توزیع می کنیم)
| "کارل در است یا آلن در است یا براون داخل است، و کارل در است یا آلن در است یا براون بیرون است." "به طور کلی، Carr در OR است یا آلن در یا براون در است، و به طور کلی، کارل در است یا آلن در یا براون خارج است." | C ∨ (A ∨ B) ∧ C ∨ (A ∨ ¬B) (C ∨ A ∨ B) ∧ (C ∨ A ∨ ¬B) |  |

بنابراین دو جمله ای که به یکباره درست می شوند عبارتند از: "یک یا چند مورد از آلن، براون یا کارل در است" که به سادگی اصل 1 است، و "کارل در است یا آلن در است یا براون خارج است". واضح است که یکی از راه‌هایی که هر دوی این گفته‌ها می‌توانند به یکباره درست شوند، در موردی است که آلن در آن حضور دارد (زیرا خانه آلن آرایشگاه است، و در نقطه‌ای براون مغازه را ترک کرد).
روش دیگری برای توصیف اینکه چگونه (X ⇒ Y) ⇔ (¬X ∨ Y) این را به مجموعه ای از عبارات معتبر حل می کند، این است که عبارت جیم را که "اگر آلن نیز خارج است ..." را به "اگر کارل خارج است و آلن است" بازنویسی کنید. بعد از آن براون داخل است» ((¬C ∧ ¬A) ⇒ B).

### نمایش شرط های سازگار
این دو شرط متضاد منطقی نیستند: برای اثبات با تناقض، جیم باید ¬C ⇒ (Z ∧ ¬Z) را نشان دهد، که در آن Z یک شرطی است.
متضاد (A ⇒ B) ¬ (A ⇒ B) است که با استفاده از قانون دی مورگان به (A ∧ ¬B) می رسد که اصلاً مشابه (¬A ∨ ¬B) نیست. چیزی است که A ⇒ ¬B به آن کاهش می دهد.
این سردرگمی در مورد "سازگاری" این دو شرط توسط کارول پیش بینی شده بود که در پایان داستان به آن اشاره می کند. او سعی می کند موضوع را با این استدلال که پروتاسیس و آپودوز مفهوم «اگر کارل در ...» «به اشتباه تقسیم شده است» روشن کند. با این حال، اعمال قانون ضمنی «اگر ...» را به طور کامل حذف می کند (کاهش به تفکیک)، بنابراین هیچ پروتاز و آپودوزی وجود ندارد و نیازی به استدلال مخالف نیست.

## این‌ها را هم ببینید
- جملات شرطی در زبان انگلیسی
- معمای کرکودیل
- فهرست پارادوکس‌ها
- پارادوکس راسل

## برای مطالعه‌ی بیشتر
- برتراند راسل (۱۹۰۳). «فصل دو، منطق سمبلیک». مبادی ریاضیات، ص ۱۹، پانویس ۱. ISBN 0-415-48741-2. در اینجا راسل مفهومی از شروط منطقی را بیان می‌کند که رابط منطقی دارد که (علاوه بر چیزهای دیگر)